# 庆郑
庆郑（？—前645年），中国春秋时期晋国大臣。 
前647年，晋国发生饥荒，晋惠公向秦穆公请求购买粮食，秦穆公答应了。前646年，秦国发生饥荒，晋惠公却不肯卖粮食给秦国。庆郑说忘恩负义会招致灾祸，晋惠公不听。前645年，秦穆公讨伐晋国，爆发韩原之战。晋惠公问庆郑：“敌人深入了，怎么办？”庆郑回答说：“君王让他们深入的，能怎么办？”晋惠公说：“放肆！”占卜车右的人选，庆郑得吉卦。但晋惠公不用庆郑，以步扬驾御战车，家仆徒作为车右。以郑国的小驷马驾车，庆郑说要用本国的马匹驾车，熟悉水土，便于控制。晋惠公不听。九月十四，秦晋两军作战时，晋惠公的小驷马陷入烂泥中。晋惠公向庆郑呼救。庆郑说：“不听劝谏，违抗占卜，本是自取失败，为何要逃走呢？”于是就离开了。韩简的战车由梁由靡驾驶，虢射作为车右，将要俘虏秦穆公。庆郑叫他们救援晋惠公，使秦穆公走脱。被俘的晋惠公在吕省的帮助下回国，蛾析问庆郑为什么不逃走，庆郑回答：“使国君陷于失败，失败了不死却逃亡，又使国君不能加以刑罚，这就不是为臣下之道。臣下不合臣道，又能逃到哪去？”十一月，晋惠公回国。十一月廿九日，杀了庆郑。